# Sandra de las Lajas Torres
Sandra de las Lajas Torres Paz (Tumaco, Nariño, 1 de noviembre de 1969)  es una etnobiologa, profesional en finanzas y negocios internacionales y política colombiana reconocida por ser la fórmula vicepresidencial de John Milton Rodríguez en las elecciones presidenciales de 2022 por el partido político Colombia Justa Libres.

## Biografía
Sandra de las Lajas Torres Paz nació en Tumaco, Nariño en ese Pacífico  En 1979 un maremoto arrasó con lo poco que tenía su familia, al punto que tuvo que emigrar, a los 14 años a Cali. Allí se formó en Finanzas, Negocios Internacionales y Etnobiología, esos conocimientos le bastaron para convertirse en una líder social y de las comunidades negras, en una época en la que la ley 70 les reconoció sus derechos, lo que no se vio reflejado en la realidad. Conformó organizaciones juveniles, de defensa de los Derechos Humanos, en especial, de la niñez y se volvió una experta en la etnoeducación y en identidades pluriculturales.
En marzo de 2022 el candidato a la Presidencia de Colombia John Milton Rodríguez del Partido Colombia Justa Libres la escoge como su fórmula vicepresidencial desde entonces recorre el país usando sus ya tradicionales turbantes coloridos con un mensaje en contra del racismo y la discriminación difundiendo las tradiciones y la cultura ancestral e indicando que estas necesitan alimentarse de ciencia, tecnología e innovación. Entre sus propuestas plantea que la religión no puede convertirse en un límite y en la excusa para mirar al otro como el diferente, sino que debe ser el puente para fortalecer la política pública de libertad religiosa y el conducto para la innovación social que se acerquen en especial a los jóvenes sin esperanza, sin territorios, sin educación.

### Estudios
- Etnobiologa: Univalle, 1996.
- Profesional en finanzas y negocios internacionales: Universidad Santiago de Cali 2001.
- Especialización en Educación para La Enseñanza Superior: USC 2002, Cali.
- Maestría en Educación Desarrollo, Universidad de Manizales, 2009.
- Maestría en Administración Pública en la ESAP Bogotá 2011.
- Magíster en Ciencia Política y Liderazgo Democrático del Instituto de Altos Estudios Europeo de España, IAEE.[17][18][19][20]

### Trayectoria profesional
- Politécnico Empresarial Colombiano Directora Académica 2001-2003
- Universidad Santiago De Cali, Universidad Libre Seccional Cali/ Politécnico Empresarial Afrocolombiano, ICEP: Docente 2002-2007.
- Propietaria y Directora General Instituto Caleño De Excelencia 2003-2007. Profesional, ICEP, Institución Para el Trabajo y Desarrollo Humano
- Consejera Para Asuntos Afrocolombianos Para El Despacho Del Alcalde de Cali (Colombia). 2004-2007
- Directora del observatorio contra racismo y discriminación en Ministerio del Interior
- GERENTE ASUNTOS ÉTNICOS en Gobernación de Cundinamarca.
- ESAP Territorial Valle: Directora del Programa fortalecimiento del liderazgo y capacidad gerencial a líderes y lideresas, funcionarios públicos y comunicadores social en diseño, formulación, implementación y evaluación de Políticas publica, de inclusión social y acciones afirmativas 2008
- Coordinadora del programa de afroetnoeducacion de la Secretaria de Educación de Alcaldía de Bogotá (Colombia) Diciembre 2008- Enero 2010.
- Gerente Asuntos Étnicos Gobernación de Cundinamarca (Colombia). 2011.
- Asesora de la Presidencia para el programa Afrocolombiano, Palenquero y Raizal: Coordinadora de educación, mujer, niñez y juventud. 2011
- Secretaria de Cultura Alcaldía de Cali (Valle, Colombia) de enero 1 a junio de 2012.
- Directora del Observatorio contra la discriminación y el racismo del Ministerio del Interior: desde octubre de 2012 a junio de 2013.
- Directora Societaria y Cultura Sayco 2013-2015
- Subdirectora de Estudios Socioeconómicos y Competitividad Regional en Planeación Gobernación del Valle del Cauca desde el año 2015-2021.
- Directora Administrativa Ministerio de Ciencia, Tecnología e Innovación de julio a noviembre de 2021.[21][22][23][24]

## Premios y reconocimientos
- Medalla al Liderazgo Vallecaucano ‘Diego Mejía Castro’, al mérito ciencia, tecnología, innovación y competitividad año 2021, otorgado por la Gobernación del Valle del Cauca y el Consejo Departamental de Ciencia, Tecnología e Innovación del Valle del Cauca-CODECT.[25]